# Autricourt
Autricourt är en kommun i departementet Côte-d'Or i regionen Bourgogne-Franche-Comté i östra Frankrike. Kommunen ligger i kantonen Montigny-sur-Aube som tillhör arrondissementet Montbard. År 2022 hade Autricourt 136 invånare.

## Befolkningsutveckling
Antalet invånare i kommunen Autricourt
Referens:INSEE